# Okrouhlice (zámek)
Zámek Okrouhlice stojí v centru obce Okrouhlice, v okrese Havlíčkův Brod, na pravém břehu Sázavy. Od roku 1963 je chráněn jako kulturní památka.

## Historie
První konkrétní zmínka o Okrouhlici se nachází v knihách vilémovského kláštera k roku 1388. Tehdy opat Petr prodal Okrouhlici a Chlístov Bernardovi, jenž se následně po Okrouhlici i psal. On či některý z jeho příbuzných vystavěl nad řekou Sázavou tvrz. Tehdy se zřejmě jednalo o obytnou věž s dřevěnými přístavbami. Na západě a severu, kde stály domy obce, musely být vybudovány hradby či alespoň palisády, které přiléhaly až k budově tvrze. Přístupová cesta vedla od brodu okolo mlýna ke tvrzi.
V roce 1454 je jako majitel uváděn Tomek z Kněnic, zakladatel vladyckého rodu Okrouhlických z Kněnic. Následně zřejmě došlo k rozdělení statku, neboť k roku 1527 je jako majitelka uváděna Lidmila z Libodršic a krátce i Mikuláš mladší z Dobřenic. Ve stejném roce Okrouhlici zřejmě držel i Václav Okrouhlický z Kněnic, připomínán je ovšem až o rok později. V roce 1539 je jako majitel uváděn Jan Okrouhlický z Kněnic. Tyto časté změny majitelů vedly zřejmě k neplnění povinnosti platit daně, takže Adam z Dobřenic byl v roce 1542 přinucen Okrouhlici zastavit. Za husitských válek však zájem postupně upadal.
Kolem roku 1590 přešla Okrouhlice spolu s nedalekou Světlou do majetku Mikuláše Trčky z Lípy. Obec i tvrz tehdy byly ve velmi špatném stavu. Mikuláš Trčka tedy statek vyplatil a připojil ke světelskému panství. Tvrz se tehdy ponechala a vlastní obec byla svedena pod dvůr, který v ní stával, a prostřednictvím toho připojena ke Světlé. V držení Trčků z Lípy zůstal do roku 1634, kdy byl Adam Erdman Trčka z Lípy zavražděn v Chebu.
V roce 1680 nechal zřejmě hrabě Ferdinand z Waldsteinu postavit na místě tvrze dvoukřídlý zámek s kaplí sv. Anny a míčovnou. Okolí zámku nechal upravit do podoby zahrady, kterou doplňoval altán a rybníček. Od návsi jej pak oddělovala zeď s předsunutým stavením, tzv. Drábovnou. Po jeho smrti v roce 1696 koupil okrouhlické zboží hrabě Kornel, ovšem už v roce 1708 jej kupuje svobodný pán Michal Asháč Kirchner. Ve stejném roce je však jako majitele uveden i císařský tajný rada a od roku 1692 hrabě Jan Petr Straka z Nedabylic a Libčan, jenž jej zakoupil za 120 000 zlatých. Ten nechal zámek upravit, stejně jako jeho okolí – např. na sever od něj postavil na místě zaniklého ovčína pivovar. Jeho lokalizace je dnes již obtížná, zřejmě ale stával pod Hyršovým statkem. Ve stejné době byl zřejmě vystavěn i zámecký špýchar a v roce 1848 na nádvoří kašna s vodovodem vedeným z rybníka na severním okraji obce.
Dne 7. ledna 1861 zasáhl zámek požár, jenž se rychle rozšířil na okolní budovy. Tehdy již sice nebyl obydlen šlechtou, přesto došlo k rychlé obnově zámku a to s využitím tzv. Strakovy nadace. Rekonstrukci vedl Martin Urban z Německého Brodu, jak dokládá zápis nalezený v makovici věže. Tentýž záznam dokládá umístění nové plechové věžičky 6. srpna 1861 na opravnou věž. Tuto věžičku vyrobil Matěj Skala taktéž z Německého Brodu. V roce 1883 pak byla věž znovu opravena. Během oprav bylo sneseno jedno patro věže, takže zámek již nedosahoval své původní monumentálnosti. Obnovení se nedočkala ani původní báň s věžními hodinami, ani štukatura. V roce 1847 byla odsvěcena zámecká kaple, prošla postupnou likvidací a nějakou dobu sloužila jako kancelář. V zámku byl na čas umístěn útulek pro zchudlé šlechtičny. Ve 20. století tvořil součást provozu nedalekého lihovaru, byla zde pobočka podniku Karlovarský porcelán (do roku 2003) a byly zde i byty. Nyní (2016) je zámek opuštěn a připravuje se jeho rekonstrukce.